# Praprotno
Praprotno je naselje v Občini Škofja Loka.